# سیارک ۱۰۳۲

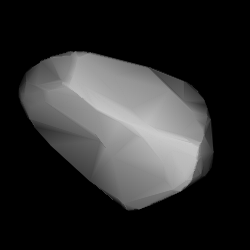
مدل سه‌بُعدی سیارک ۱۰۳۲ بر طبق منحنی نور آن

سیارک ۱۰۳۲ (به انگلیسی: 1032 Pafuri، نامگذاری:1924SA) هزار و سی و دومین سیارک کشف شده‌است که در ۳۰ مه ۱۹۲۴ کشف شد.
قدر مطلق سیارک برابر ۱۰٫۰۰ است.